# Potenza Picena
Potenza Picena là một đô thị thuộc tỉnh Macerata trong vùng Marches nước Ý. Đô thị này có diện tích 47 km², dân số 14.470 người.
Đô thị này giáp các đô thị sau: Civitanova Marche, Montecosaro, Montelupone, Porto Recanati, Recanati.